# フライトプラン
『フライトプラン』（Flightplan）は、2005年に製作されたアメリカのサスペンス映画である。監督はドイツ出身で『タトゥー』を制作したロベルト・シュヴェンケ。主演はジョディ・フォスター。製作はタッチストーン・ピクチャーズ。

## あらすじ
仕事先のベルリンに滞在中、突然の事故で夫を亡くした航空機設計士の女性・カイルは、6歳の娘・ジュリア、そして棺に入った亡き夫・デヴィッドと共に、ベルリン空港から自らが設計に携わった飛行機に乗り、自宅のあるニューヨーク・ロングアイランドへの帰路に就いていた。
離陸して約3時間後、仮眠から覚めたカイルは、隣の席にいたはずのジュリアの姿がないことに気づく。誰も目撃者がおらず、乗務員総動員でジュリアの捜索にあたるが見つからない。しまいには、「搭乗記録にジュリアの名前が存在しない」と告げられてしまう。
以後もカイルはジュリアの捜索に奔走するが、搭乗員からは「娘のジュリアは夫と共に事故で亡くなった」と告げられ、他の乗客たちから精神異常者として同情の目で見られる。機内にいた精神科医のカウンセリングを受けたカイルは一時は娘の死を受け入れて手錠を外される。
しかし、窓に娘の描いたハートマークの跡を確認したカイルはジュリアが生きている事を確信し、航空機設計士の知識を駆使してトイレの天井から内部に入り込み、貨物室に入り込んで棺を確認する。そこには、夫1人分の棺しかなく、亡くなったとされる娘の棺はなかった。娘を探す中で飛行機の警報システムを作動させ、機内を混乱に陥れたカイルはついに家族の死で正気を失った危険人物だとみなされ、航空保安官のカーソンに逮捕されてしまう。
しかしそのカーソンこそが娘を誘拐した犯人であった。カーソンはドイツの犯罪組織と共謀し、ハイジャック計画の一貫でデヴィットを殺害した後、空港でのＸ線検査を逃れるためその棺に「爆弾の起爆装置」を隠して機内に持ち込んでいた。そしてジュリアを機械室に隠してカイルを精神的に追い込みつつ、彼女をハイジャック犯に仕立て上げて殺害し、自らは身代金をせしめるつもりでいた。
搭乗記録にジュリアの名前がないと言うのも、共犯者であるキャビンアテンダントのステファニーによる偽の証言だった。空港に着陸し乗客が解放された後、カイルはカーソンが黒幕である事を悟り、追撃を交わしてジュリアを救出することに成功する。カーソンは自らが仕掛けた爆弾の作動によって爆炎に飲み込まれ、娘を抱えて脱出したカイルは自身の潔白を見事に証明した。

## キャスト
※括弧内は日本語吹替
- カイル・プラット - ジョディ・フォスター（戸田恵子）

航空機設計士。航空機内で娘が行方不明になる。周囲に事情を理解してもらえず、精神に異常をきたした危険人物扱いされる。尚も挫けずに機内を探し続け、カーソンがジュリアを誘拐し、更に夫のデヴィッドを事故と見せかけて殺害した黒幕であると知り、彼に追い詰められるがジュリアを救出し、デヴィッドの無念と自身の潔白を証明した。
- ジーン・カーソン - ピーター・サースガード（森川智之）

連邦航空保安官。機内の治安と乗客の安全を守る使命感が強い。カイルを拘束し、監視するが実はカイルの娘であるジュリアを拉致した張本人。更にカイルの夫であるデヴィッドを事故と偽って殺害し、カイルを精神的追い詰め、ハイジャック犯に仕立て挙げようとする。彼女に計画を悟られると本性を現し、持っていた爆弾で道連れにしようとするがカイルに起爆装置を奪われ、自業自得な最後を遂げた。
- マーカス・リッチ - ショーン・ビーン（磯部勉）

カイル親子が搭乗した飛行機の機長。最初はカイルの話を信ずに意見が対立した。更にカーソンの策略でカイルの行動をハイジャック計画のための狂言と信じ込まされる。しかし娘のジュリアが救出された事により、真実であると知りカイルを見直すと共に謝罪した。
- ステファニー - ケイト・ビーハン（藤本喜久子）

キャビンアテンダント。カイルの娘ジュリアの捜索に協力的だが実は航空保安官のカーソンと通じている共犯者。搭乗者名簿にジュリアの名前が無いのは彼女による嘘の証言だった。終盤でカーソンと共に本性を現し襲いかかるがカイルに返り討ちにあい敗北、逃走を図るが最後は空港警察により逮捕された。
- フィオナ - エリカ・クリステンセン（小林沙苗）

キャビンアテンダント。
- エステラ - ジュディス・スコット（高島雅羅）キャビンアテンダント。
- オバイド - マイケル・アービー（石住昭彦）

乗客の一人。
- アハメド - アサフ・コーエン（船木真人）

乗客の一人。
- ジュリア・プラット - マーリーン・ローストン（宮本侑芽）

カイルの娘。6歳。航空機内で行方不明になるが実際はカーソンによって、拉致され、機械室に軟禁されていた。紆余曲折を経て母親であるカイルに救出された。その時に彼女は睡眠薬で眠らせていた為、何も覚えていなかった。
- エリック - マシュー・ボマー

フライトアテンダント。
- セラピスト - グレタ・スカッキ

乗客の一人。家族を失い動揺するカイルのカウンセリングを担当する。
- デヴィッド・プラット - ジョン・ベンジャミン・ヒッキー

カイルの夫。事故でなくなるが、実際は航空保安官のカーソンにより事故と偽って殺害された。

## スタッフ
- 監督 : ロベルト・シュヴェンケ
- 脚本 : ピーター・A・ダウリング、ビリー・レイ
- 製作 : ブライアン・グレイザー
- 製作総指揮 : ロバート・ディノッツィ、チャールズ・J・D・シュリッセル
- 音楽 : ジェームズ・ホーナー
- 撮影 : フロリアン・バルハウス
- 編集 : トム・ノーブル
- 音響 : ジョン・タイトル
- プロダクション・デザイン : アレック・ハモンド
- 美術 : ケヴィン・イシオカ、セバスチャン・T・クラウィンケル
- セット : サイモン・ジュリアン・ボーチェリー、キャシー・ルーカス
- 衣装 : スーザン・ライアル
- 特殊効果-監督 : クレイ・ピニー
- 特殊効果-監修 : ジョン・S・ベイカー、ゲルト・フォイシター
- 特殊効果 : トーマス・ティーレ
- 視覚効果-監修 : マーク・フロイント、ロブ・ホジソン、エドソン・ウィリアムズ
- 視覚効果 : ローラ・ビジュアル・エフェクツ社
- スタント指導 : ジル・ストークスベリー
- キャスティング : デボラ・アクィラ、メアリー・トリシア・ウッド、トリシア・ウッズ

## 評価
レビュー・アグリゲーターのRotten Tomatoesでは179件のレビューで支持率は39%、平均点は5.30/10となった。Metacriticでは33件のレビューを基に加重平均値が53/100となった。